# NGC 3289
NGC 3289 (другие обозначения — ESO 375-65, MCG −6-23-54, PGC 31253) — линзовидная галактика в созвездии Насоса. Открыта Джоном Гершелем в 1835 году.
Этот объект входит в число перечисленных в оригинальной редакции «Нового общего каталога».
В галактике наблюдается сложная система колец: некоторые имеют более красный показатель цвета, а некоторые — более голубой, чем галактика в среднем. По де Вокулёру галактика имеет тип SB(rs)0.
Галактика NGC 3289 входит в состав группы галактик NGC 3223. Помимо NGC 3289 в группу также входят ещё 16 галактик.